# Carex nemurensis
Carex nemurensis är en halvgräsart som beskrevs av Adrien René Franchet. Carex nemurensis ingår i släktet starrar, och familjen halvgräs. Inga underarter finns listade i Catalogue of Life.